# سامه‌گاوا، فوکوشیما
سامه‌گاوا، فوکوشیما (به لاتین: Samegawa, Fukushima) یک منطقهٔ مسکونی در ژاپن است که در استان فوکوشیما واقع شده‌است. سامه‌گاوا ۱۳۱٫۳۰ کیلومتر مربع مساحت و ۳٬۶۶۵ نفر جمعیت دارد.